# Luleå, Piteå och Haparanda valkrets
Luleå, Piteå och Haparanda valkrets var en egen valkrets med ett mandat i andra kammaren från extravalet 1887 till valet 1893. Valkretsen, som utgjordes av städerna Luleå, Piteå och Haparanda men inte den omgivande landsbygden, avskaffades vid valet 1896 då Piteå fördes till Umeå, Skellefteå och Piteå valkrets medan de två andra städerna bildade Luleå och Haparanda valkrets.

## Riksdagsmän
- Oskar Burman (höstsessionen 1887)
- Karl Husberg (1888–1890)
- Magnus Alsterlund (1891–1896)

## Valresultat

### 1887 (vår)
| Andrakammarvalet i Sverige 1887 (vår): Luleå, Piteå och Haparanda städers valkrets | Andrakammarvalet i Sverige 1887 (vår): Luleå, Piteå och Haparanda städers valkrets | Andrakammarvalet i Sverige 1887 (vår): Luleå, Piteå och Haparanda städers valkrets | Andrakammarvalet i Sverige 1887 (vår): Luleå, Piteå och Haparanda städers valkrets | Andrakammarvalet i Sverige 1887 (vår): Luleå, Piteå och Haparanda städers valkrets |
| Kandidat                                                                           | Kandidat                                                                           | Röster                                                                             | Röster                                                                             | Röster                                                                             |
| Kandidat                                                                           | Kandidat                                                                           | Antal                                                                              | %                                                                                  | +− %                                                                               |
| ---------------------------------------------------------------------------------- | ---------------------------------------------------------------------------------- | ---------------------------------------------------------------------------------- | ---------------------------------------------------------------------------------- | ---------------------------------------------------------------------------------- |
|                                                                                    | Oskar Burman (frihandlare)                                                         | 15                                                                                 | 100,0                                                                              |                                                                                    |
| Antal giltiga röster                                                               | Antal giltiga röster                                                               | 15                                                                                 |                                                                                    |                                                                                    |
| Kasserade röster                                                                   | Kasserade röster                                                                   | 1                                                                                  |                                                                                    |                                                                                    |
| Totalt                                                                             | Totalt                                                                             | 16                                                                                 |                                                                                    |                                                                                    |

Valet hölls den 16 april 1887. Valkretsen hade 7 191 invånare den 31 december 1885, varav 711 eller 9,9 % var valberättigade. 505 personer deltog i valet av 16 elektorer som sedan förrättade det slutgiltiga valet, ett valdeltagande på 71,0%. Av dessa 16 elektorer deltog samtliga vid valet av riksdagsman.

### 1887 (september)
| Andrakammarvalet i Sverige 1887 (september): Luleå, Piteå och Haparanda städers valkrets | Andrakammarvalet i Sverige 1887 (september): Luleå, Piteå och Haparanda städers valkrets | Andrakammarvalet i Sverige 1887 (september): Luleå, Piteå och Haparanda städers valkrets | Andrakammarvalet i Sverige 1887 (september): Luleå, Piteå och Haparanda städers valkrets | Andrakammarvalet i Sverige 1887 (september): Luleå, Piteå och Haparanda städers valkrets |
| Kandidat                                                                                 | Kandidat                                                                                 | Röster                                                                                   | Röster                                                                                   | Röster                                                                                   |
| Kandidat                                                                                 | Kandidat                                                                                 | Antal                                                                                    | %                                                                                        | +− %                                                                                     |
| ---------------------------------------------------------------------------------------- | ---------------------------------------------------------------------------------------- | ---------------------------------------------------------------------------------------- | ---------------------------------------------------------------------------------------- | ---------------------------------------------------------------------------------------- |
|                                                                                          | Karl Husberg (frihandlare)                                                               | 196                                                                                      | 62,0                                                                                     |                                                                                          |
|                                                                                          | Oskar Burman (frihandlare)                                                               | 61                                                                                       | 19,3                                                                                     | ▼80,7                                                                                    |
|                                                                                          | Otto Mauritz Holm (protektionist)                                                        | 59                                                                                       | 18,7                                                                                     |                                                                                          |
| Antal giltiga röster                                                                     | Antal giltiga röster                                                                     | 316                                                                                      |                                                                                          |                                                                                          |
| Kasserade röster                                                                         | Kasserade röster                                                                         | 0                                                                                        |                                                                                          |                                                                                          |
| Totalt                                                                                   | Totalt                                                                                   | 316                                                                                      |                                                                                          |                                                                                          |

Valet hölls den 7 september 1887. Valkretsen hade 7 255 invånare den 31 december 1886, varav 579 eller 8,0 % var valberättigade. 316 personer deltog i valet, ett valdeltagande på 54,6 %.

### 1890 (första valet)
| Andrakammarvalet i Sverige 1890: Luleå, Piteå och Haparanda städers valkrets | Andrakammarvalet i Sverige 1890: Luleå, Piteå och Haparanda städers valkrets | Andrakammarvalet i Sverige 1890: Luleå, Piteå och Haparanda städers valkrets | Andrakammarvalet i Sverige 1890: Luleå, Piteå och Haparanda städers valkrets | Andrakammarvalet i Sverige 1890: Luleå, Piteå och Haparanda städers valkrets |
| Kandidat                                                                     | Kandidat                                                                     | Röster                                                                       | Röster                                                                       | Röster                                                                       |
| Kandidat                                                                     | Kandidat                                                                     | Antal                                                                        | %                                                                            | +− %                                                                         |
| ---------------------------------------------------------------------------- | ---------------------------------------------------------------------------- | ---------------------------------------------------------------------------- | ---------------------------------------------------------------------------- | ---------------------------------------------------------------------------- |
|                                                                              | Karl Husberg (frihandlare)                                                   | 102                                                                          | 98,0                                                                         | ▲36,0                                                                        |
|                                                                              | Oskar Burman (frihandlare)                                                   | 1                                                                            | 1,0                                                                          | ▼18,3                                                                        |
|                                                                              | Otto Mauritz Holm (protektionist)                                            | 1                                                                            | 1,0                                                                          | ▼17,7                                                                        |
| Antal giltiga röster                                                         | Antal giltiga röster                                                         | 104                                                                          |                                                                              |                                                                              |
| Kasserade röster                                                             | Kasserade röster                                                             | 0                                                                            |                                                                              |                                                                              |
| Totalt                                                                       | Totalt                                                                       | 104                                                                          |                                                                              |                                                                              |

Valet hölls den 26 augusti 1890. Valkretsen hade 8 563 invånare den 31 december 1889, varav 701 eller 9,4 % var valberättigade. 104 personer deltog i valet, ett valdeltagande på 14,8 %.
Den valde riksdagsmannen Karl Husberg avsade sig mandatet då han samtidigt blivit vald till första kammaren för Västerbottens läns valkrets.

### 1890 (andra valet)
| Andrakammarvalet i Sverige 1890: Luleå, Piteå och Haparanda städers valkrets | Andrakammarvalet i Sverige 1890: Luleå, Piteå och Haparanda städers valkrets | Andrakammarvalet i Sverige 1890: Luleå, Piteå och Haparanda städers valkrets | Andrakammarvalet i Sverige 1890: Luleå, Piteå och Haparanda städers valkrets | Andrakammarvalet i Sverige 1890: Luleå, Piteå och Haparanda städers valkrets |
| Kandidat                                                                     | Kandidat                                                                     | Röster                                                                       | Röster                                                                       | Röster                                                                       |
| Kandidat                                                                     | Kandidat                                                                     | Antal                                                                        | %                                                                            | +− %                                                                         |
| ---------------------------------------------------------------------------- | ---------------------------------------------------------------------------- | ---------------------------------------------------------------------------- | ---------------------------------------------------------------------------- | ---------------------------------------------------------------------------- |
|                                                                              | Magnus Alsterlund (moderat frih.)                                            | 138                                                                          | 54,3                                                                         |                                                                              |
|                                                                              | Johan Håkansson (frihandlare)                                                | 74                                                                           | 29,1                                                                         |                                                                              |
|                                                                              | Henrik Sundström (protektionist)                                             | 37                                                                           | 14,6                                                                         |                                                                              |
|                                                                              | Otto Mauritz Holm (protektionist)                                            | 4                                                                            | 1,6                                                                          |                                                                              |
|                                                                              | Karl Sätterlund                                                              | 1                                                                            | 0,4                                                                          |                                                                              |
| Antal giltiga röster                                                         | Antal giltiga röster                                                         | 254                                                                          |                                                                              |                                                                              |
| Kasserade röster                                                             | Kasserade röster                                                             | 0                                                                            |                                                                              |                                                                              |
| Totalt                                                                       | Totalt                                                                       | 254                                                                          |                                                                              |                                                                              |

Detta var ett fyllnadsval som hölls efter Karl Husberg för perioden till 1891 års riksdags öppnande.
Valet hölls den 28 oktober 1890. Valkretsen hade 8 563 invånare den 31 december 1889, varav 785 eller 9,2 % var valberättigade. 254 personer deltog i valet, ett valdeltagande på 32,4.

### 1890 (tredje valet)
| Andrakammarvalet i Sverige 1890: Luleå, Piteå och Haparanda städers valkrets | Andrakammarvalet i Sverige 1890: Luleå, Piteå och Haparanda städers valkrets | Andrakammarvalet i Sverige 1890: Luleå, Piteå och Haparanda städers valkrets | Andrakammarvalet i Sverige 1890: Luleå, Piteå och Haparanda städers valkrets | Andrakammarvalet i Sverige 1890: Luleå, Piteå och Haparanda städers valkrets |
| Kandidat                                                                     | Kandidat                                                                     | Röster                                                                       | Röster                                                                       | Röster                                                                       |
| Kandidat                                                                     | Kandidat                                                                     | Antal                                                                        | %                                                                            | +− %                                                                         |
| ---------------------------------------------------------------------------- | ---------------------------------------------------------------------------- | ---------------------------------------------------------------------------- | ---------------------------------------------------------------------------- | ---------------------------------------------------------------------------- |
|                                                                              | Magnus Alsterlund (moderat frih.)                                            | 222                                                                          | 54,8                                                                         |                                                                              |
|                                                                              | Johan Håkansson (frihandlare)                                                | 131                                                                          | 32,4                                                                         |                                                                              |
|                                                                              | Henrik Sundström (protektionist)                                             | 49                                                                           | 12,1                                                                         |                                                                              |
|                                                                              | Karl Sätterlund                                                              | 3                                                                            | 0,7                                                                          |                                                                              |
| Antal giltiga röster                                                         | Antal giltiga röster                                                         | 405                                                                          |                                                                              |                                                                              |
| Kasserade röster                                                             | Kasserade röster                                                             | 1                                                                            |                                                                              |                                                                              |
| Totalt                                                                       | Totalt                                                                       | 406                                                                          |                                                                              |                                                                              |

Den valde riksdagsmannen i det första valet hade avsagt sitt mandat på grund av inval till första kammaren, vilket ledde till ett nytt val.
Valet hölls den 4 november 1890. Valkretsen hade 8 563 invånare den 31 december 1889, varav 804 eller 9,4 % var valberättigade. 406 personer deltog i valet, ett valdeltagande på 50,5 %.

### 1893
| Andrakammarvalet i Sverige 1893: Luleå, Piteå och Haparanda städers valkrets | Andrakammarvalet i Sverige 1893: Luleå, Piteå och Haparanda städers valkrets | Andrakammarvalet i Sverige 1893: Luleå, Piteå och Haparanda städers valkrets | Andrakammarvalet i Sverige 1893: Luleå, Piteå och Haparanda städers valkrets | Andrakammarvalet i Sverige 1893: Luleå, Piteå och Haparanda städers valkrets |
| Kandidat                                                                     | Kandidat                                                                     | Röster                                                                       | Röster                                                                       | Röster                                                                       |
| Kandidat                                                                     | Kandidat                                                                     | Antal                                                                        | %                                                                            | +− %                                                                         |
| ---------------------------------------------------------------------------- | ---------------------------------------------------------------------------- | ---------------------------------------------------------------------------- | ---------------------------------------------------------------------------- | ---------------------------------------------------------------------------- |
|                                                                              | Magnus Alsterlund (högerfrihandlare)                                         | 103                                                                          | 81,1                                                                         | ▲ 26,3                                                                       |
|                                                                              | Abraham Trysén (protektionist)                                               | 23                                                                           | 18,1                                                                         |                                                                              |
|                                                                              | Övriga kandidater                                                            | 1                                                                            | 0,8                                                                          |                                                                              |
| Antal giltiga röster                                                         | Antal giltiga röster                                                         | 127                                                                          |                                                                              |                                                                              |
| Kasserade röster                                                             | Kasserade röster                                                             | 1                                                                            |                                                                              |                                                                              |
| Totalt                                                                       | Totalt                                                                       | 128                                                                          |                                                                              |                                                                              |

Valet hölls den 12 september 1893. Valkretsen hade 9 547 invånare den 31 december 1892, varav 695 eller 7,3 % var valberättigade. 128 personer deltog i valet, ett valdeltagande på 18,4 %.